# 416 Vaticana
416 Vaticana è un asteroide della fascia principale del diametro medio di circa 85,47 km. Scoperto nel 1896, presenta un'orbita caratterizzata da un semiasse maggiore pari a 2,7909307 UA e da un'eccentricità di 0,2186257, inclinata di 12,86195° rispetto all'eclittica.
Il suo nome è dedicato al colle Vaticano di Roma.